# Ex convento di Santa Maria in Valmarina
(Progetto il Colle di Bergamo-Lelio Pagani 1989)
Il convento di Santa Maria di Valmarima si trovava in località detta Valmarina ai piedi del colle della Bastia presso la località  Ramera di Bergamo nel parco dei Colli ed è sede del centro direzionale del parco stesso.

## Storia
Il complesso monastico, posto in prossimità della viabile che collega la val Brembana con Bergamo, molto dislocato dalla città, edificato nella valle detta Valmarina nei primi secoli del Millennio che al tempo era sicuramente boschiva, ai piedi del colle detto della Bastia, ha una storia molto antica, è stato infatti citato per la prima volta nel 1150, anche se la chiesa dedicata a san Benedetto risalirebbe al 1137.  L'insediamento era stato fondato da un piccolo gruppo di monache dell'ordine di san Benedetto, sorto su un territorio di circa 660 mq che era stato donato quale lascito testamentario dal vescovo di Bergamo Gerardo nel 1153, lascito che favorì la fondazione di quattro conventi benedettini femminili. L'edificazione del monastero va quindi inserita in un tempo compreso tra il 1146 e il 1153, risulta infatti citata nel Rotolum Episcopatus Pergomi con l'indicazione di un censo versato alla chiesa bergamasca per un fondo sito in valle que dicitur Vallis Marine del 1146 ma non vi sono specifiche di edifici monacali.
Il complesso era composto da più corpi di fabbrica che furono edificati in tempi differenti: la chiesa dedicata a san Benedetto, la sala capitolare, le celle e il refettorio. Costruito come corte chiusa fortificata irregolare con la parte a nord più profonda della parte est-ovest. Dava sostentamento alle monache grazie alla ricchezza del territorio che loro riuscirono a coltivare grazie alla formazione di terrazzamenti. Pare che proprio questi terrazzamenti ricavati con la rimozione di rocce e pietre, diedero il nome di Valmarina da Marra termine che significa rocce, trasformato poi in Mare.
Il nome della località risulterebbe presente già in precedenza, nel 1029 inserito nella vicinia di Santa Grata inter viters di Borgo Canale. La conformazione originale è stata descritta in un documento del 1367, e in alcuni cabrei cinquecenteschi in modo molto ampio, conservati nell'archivio di stato di Milano nel  Libro delle descriptioni dele proprietà ragion dele Reverendi monagi de Santo Benedeto posto nela vicinanza de Sancto Steffno.
Vi era uno stretto rapporto tra i diversi monasteri femminili del territorio grazie alla ricche famiglie bergamasche e ai loro lasciti testamentari documentati da 1160 al 1183 che permettono l'identificazione di alcune monache. In particolare il lascito di dominus Girardo Muoizoni che fece dono delle sue armi ai templari, mentre il corredo domestico a domina Isabella Vallis Marine, forse questa fu tra le prime monache presenti. Un secondo lascito è documentato di Morario del fu Alessandro Ficieni, facente parte delle famiglie di Bergamo più importanti nella costituzione del comune. Mentre ne 1175 un certo Maifredo de Surlasco fece dono di sei denari a favore delle monache. Tra le famiglie quella di Bonifacio Suardi restò molto legata al monastero facendo doni e lasciti fino a tutto il Trecento.
Il canonico della famiglia Suardi, collaboratore con il vescovo Guala, ebbe numerosi rapporti con il monastero a indicare quanto questi istituti furono considerati positivamente dalla chiesa di Bergamo. I benefici alla comunità benedettina di Valmarina nel Duecento, dopo un piccolo incremento del numero delle religiose, si fecero sempre più pochi, in quanto le nuove comunità monastiche presenti sul territorio ebbero più favori dai successivi vescovi, Lanfranco e Giovanni Tornielli, nonché il nascere delle fazioni guelfe e ghibelline che tanto divisero la popolazione di Bergamo non favorirono certo le comunità monastiche femminili. 
Inserita la comunità nella Congregazione della Misericordia Maggiore risulta nel 1274 essere il monastero con la maggior presenza di religiose con la presenza di 10 monache e 3 converse, di queste si conservano i nomi con la badessa Rogeria de Tercio appartenente alla famiglia che maggiormente contribuì al mantenimento dell'ordine. Tra le monache vi fu una certa domina Benedicta de Capitaneo de Zene che divenne badessa ma che nel 1299 fu coinvolta in una causa che le costò la scomunica per un paio di mesi. Risulta che un certo Girardo Valoti notaio e procuratore difese una domus de Cuniolo Pergami dalle monache che erano insolventi dal pagamento forse per l'acquisto di panni lana. Fu il vicario vescovile il 10 gennaio 1299 a scomunicare la badessa che fu poi reintegrata. Questo indica una certa difficoltà economica del monastero di Valmarina. Serve ricordare che in quel tempo i locali del vescovato retto da Giovanni da Scanzo erano stati bruciati, inoltre il monastero era retto da famiglie ghibelline.

### La chiusura
La comunità benedettina abbandonò il complesso per formare il gruppo monastico presente all'interno delle antiche muraine cittadine, per motivi di sicurezza che la località tanto lontana non poteva dare, e per stato di assoluta povertà, entrando a far parte del convento di Santa Maria Novella poi monastero di San Benedetto. I locali abbandonati furono adibiti ad attività rurali modificandoli secondo le nuove necessità.
Il fatto che portò alla drammatica scelta è identificato nella data del 2 ottobre 1393, quando il monastero fu profanato dai guelfi che erano in continua battaglia con i ghibellini vicini alla città di Bergamo, inoltre i disciplinati di Bergamo non garantivano più la protezione agli istituti claustrali preferendo altri ordini monastici più aperti. Gli assalitori di Sorisole e Ponteranica uccisero i cani da guardia e bruciarono il portone, accorsero i ghibellini a difesa ma questo fatto, troppo grave, portò all'abbandono della località. Era allora badessa domina Pomina o Pomicta de Patuzis che aveva salvato il monastero durante la peste nel suo quarantennio di guida del monastero, ma che dovette cedere ai terribili episodi della fine del Trecento descritti dal Castelli.
(Cronaca di Castelli)
Un atto del 1403 firmato dalla badessa e dalla monaca Benedetta di Mozzo, con testimone il fratello della Pomina certo Certoldo filiu quondam Pedini dicti Pomi de Patuzis de Bonate per la permuta di un fondo nella vicinia di San Lorenzo con uno in località Sant'Alessandro, indica il primo atto che porterà alla chiusura del monastero di Valmarina per la nuova collocazione nel 1430.
Durante la repubblica Cisalpina il complesso fu alienato ai conti Moroni che avevano già una dimora in prossimità. Questi lo hanno venduto nel 1997 al parco dei Colli, che ne ha fatto la sede direzionale e punto d'incontro per attività.
Secondo don Paolo Lunardon, furono sei i monasteri che formarono quello benedettino di Bergamo: questo di Valmarina, quello di Santa Margherita di Brembate inferiore, di Santa Maria Novella, San Giuliano di Bonate Sotto, San Giorgio di Spino e di San Fermo nel Cinquecento.

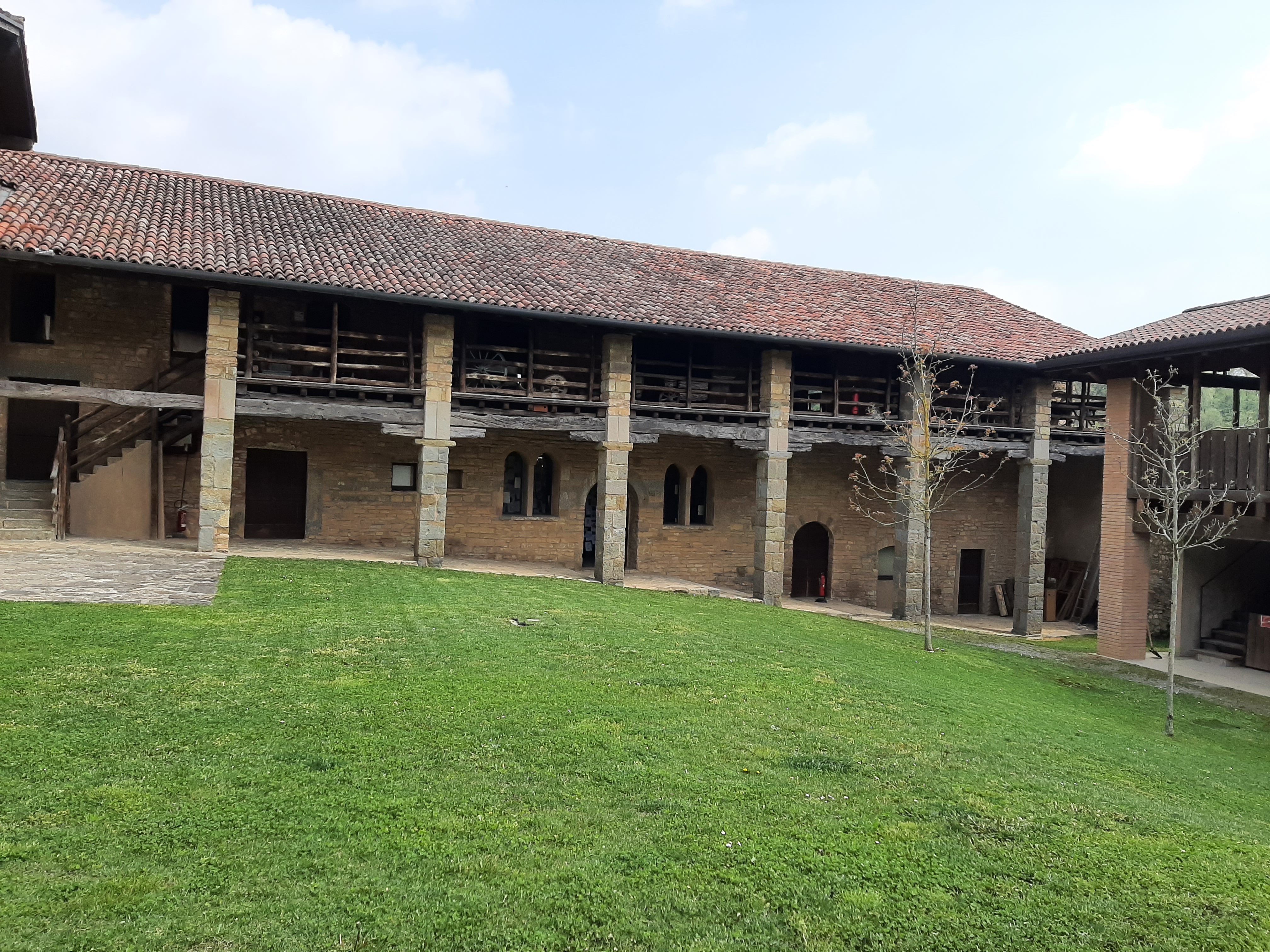
Corte interna del monastero sul lato della chiesa

### Archivio
Nel 1364 risulta che una monaca del monastero certa Jacopa o Pomma de Gredeniano abitante a Longuelo, si fosse allontanata per motivi non ricostruibili dal monastero con la libraria e che bene la conservasse: ad honorem et reverenciam et utilitatem dicte ecclesie et monasterii anche se nel medesimo anno l'archivio di Milano delle pergamene ne indica di nuovo la presenza nel monastero con l'elenco dei libri, mentre le pergamene più antiche furono perdute già nel Trecento. Con la soppressione napoleonica ulteriori documenti andarono perduti tanto da non lasciare nessuna testimonianza scritta dei primi due secoli del monastero, del XII e XIII secolo. Resta conservato nell'archivio del monastero benedettino di Bergamo un inventario del 1451, che indica i mobili e i beni di Valmarina. Anche il Liber ingressionis e l'Obituario, anche se scritti nei primi anni del Cinquecento, riportano informazioni della prima metà del XV secolo, con i nomi delle monache, la loro data d'ingresso, il ruolo occupato e la data di morte. Tre pergamene riguardano l'abbazia di Valmarina con documenti del XIV secolo.

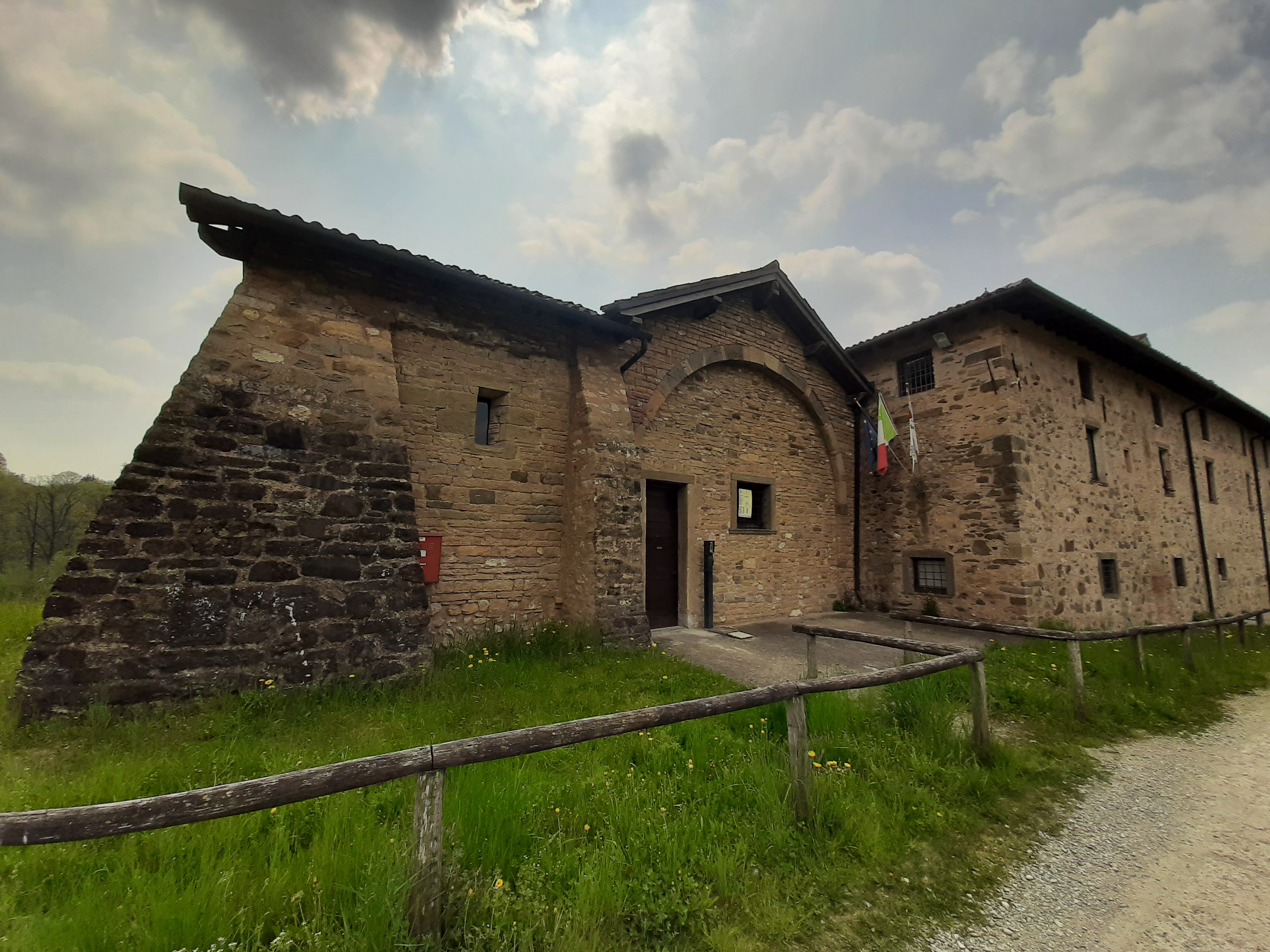
Complesso monastico di Santa Maria Valmarina

## Descrizione
L'abbandono e la conversione a nuove attività con la modifica e l'aggiunta di nuovi edifici settecenteschi rendono difficile la ricerca della struttura originale, anche se gli stilemi romanici sono parzialmente visibili. Il monastero era una struttura fortificata, tra le poche presenti sul territorio lombardo.  Era composto dalla sala capitolare, dalle celle, e anche dalla chiesa dedicata a San Benedetto di cui rimangono poche testimonianze nella conformazione esterna del complesso. Della parte che era dedicata al dormitorio rimane un punto di appoggio vicino alle finestre, delle lampade che dovevano restare accese tutta la notte così che il convento fosse sempre visibile, per questo motivo ogni notte una monaca faceva il turno perché le lanterne restassero sempre accese. Vi era inoltre un torchio murato, una cuna e locali magazzino (caneva).
Vi erano probabilmente anche una seconda chiesa documentata e dedicata a sant'Ambrogio e probabilmente una terza, un campanile con due solai, che aveva anche funzione di torre di avvistamento che doveva avvisare anche i vicini monasteri edificati nel XII secolo. Le suore non potevano assistere in presenza alle funzioni ma solo da una grata così che non fosse mai viste dai fedeli presenti. Pare che in una visita pastorale, un cardinale denunciasse la maglia troppo larga di dette grate e che le monache così potevano diventare oggetto di attenzione dei vari giovanotti presenti alle funzioni. La sala capitolare era posta al piano terra ed era luogo per le monache della quotidiana lettura della regola benedettina.
Lo spazio interno è destinato a mostre e conserva i due cavalli opera di Elia Ajolfi poste in occasione dei festeggiamenti del quarantesimo anno di apertura del parco.

### Chiesa di San Benedetto
Il complesso è composto dalla sala capitolare, dalle celle, e anche dalla chiesa dedicata a San Benedetto di cui rimangono poche testimonianze nella conformazione esterna del complesso. L'antica chiesa dedicata san Benedetto da Norcia, era orientata secondo la tradizione con abside a est e risalente al 1136. Le mura sono in pietra disposte orizzontalmente classico del tempo, e a est sono ancora presenti due aperture monofore semicircolari con una lesena che le divide e due oculi superiori con contorno sempre in pietra atti a illuminare il presbiterio di piccole dimensioni dell'antica chiesa. La copertura del presbiterio era volta a crociera mentre la navata probabilmente a capriate di legno. All'esterno parete a nord e ancora visibile l'arcone che delimitava la parete settentrionale della navata.